# Giovanni Giannoni
Giovanni Giannoni (1948) è un politico sammarinese.
Ha ricoperto la carica di Capitano Reggente della Repubblica di San Marino da aprile 2003 ad ottobre 2003, assieme ad Pier Marino Menicucci. È membro del Partito dei Socialisti e dei Democratici dal 2005, dopo aver militato a lungo nel Partito Socialista Sammarinese.